# Associazione Calcio Reggiana 1958-1959
Questa voce raccoglie le informazioni riguardanti l'Associazione Calcio Reggiana nelle competizioni ufficiali della stagione 1958-1959.

## Stagione
Prima stagione di Serie B dopo gli anni della Serie C e della IVª serie. La Reggiana di Luigi Del Grosso e del triunvirato alla presidenza, è costretta a privarsi di Aldo Catalani che viene ceduto al Simmenthal Monza, ma dal Vittorio Veneto arriva il forte e veloce centravanti Dimitri Pinti, che con Mario Pistacchi costituirà un ottimo tandem di attacco (definito dai tifosi reggiani la P2) che frutterà 25 reti in stagione.
Arriva dal mercato estivo l'esperto portiere Nello Orlandi dalla Lazio, mentre dal Fanfulla di Lodi giunge il terzino Mauro Gatti che giocherà in seguito nell'Inter e nel Napoli, poi arriva a Reggio lo scarsocrinuto mediano Mario Boccalatte dalla Biellese e la giovane ala destra Mario Tribuzio prelevato dalla Jesina.
Dopo le prime prove non esaltanti della nuova mezzala Natale Casisa arrivato dalla Reggina, viene ingaggiato dalla Salernitana la mezzala Mario Deotto. La Reggiana, dopo un inizio incerto, lotta nei quartieri alti e il Mirabello (ampliato in tubolari con la costruzione del nuovo settore dei distinti e della gradinata sud) è strapieno nei derby con il Parma ed il Modena entrambi vinti per (1-0). Al Tardini il 19 marzo del 1959 la Reggiana vince (2-1) contro i ducali grazie alle reti di Dimitri Pinti e Virginio Costa e sogna la Serie A. Alla fine però i granata si devono accontentare del quarto posto, in Serie A salgono in due: l'Atalanta ed il Palermo.

## Divise
| Prima divisa |

## Rosa
| N. |                   | Ruolo | Calciatore        |
| -- | ----------------- | ----- | ----------------- |
|    | Italia (bandiera) | C     | Fabio Bonini      |
|    | Italia (bandiera) | C     | Mario Boccalatte  |
|    | Italia (bandiera) | C     | Natale Casisa     |
|    | Italia (bandiera) | D     | Paolo Cirri       |
|    | Italia (bandiera) | C     | Tito Corsi        |
|    | Italia (bandiera) | A     | Virginio Costa    |
|    | Italia (bandiera) | P     | Corrado Danti     |
|    | Italia (bandiera) | C     | Mario Deotto      |
|    | Italia (bandiera) | D     | Mauro Gatti       |
|    | Italia (bandiera) | C     | Alamanno Guercini |
|    | Italia (bandiera) | D     | Giampiero Grevi   |

| N. |                   | Ruolo | Calciatore       |
| -- | ----------------- | ----- | ---------------- |
|    | Italia (bandiera) | C     | Franco Maselli   |
|    | Italia (bandiera) | C     | Farnese Masoni   |
|    | Italia (bandiera) | D     | Luciano Nobili   |
|    | Italia (bandiera) | A     | Marco Novi       |
|    | Italia (bandiera) | P     | Nello Orlandi    |
|    | Italia (bandiera) | C     | Enzo Pandolfini  |
|    | Italia (bandiera) | A     | Dimitri Pinti    |
|    | Italia (bandiera) | A     | Mario Pistacchi  |
|    | Italia (bandiera) | D     | Giorgio Ramusani |
|    | Italia (bandiera) | C     | Nildo Rosini     |
|    | Italia (bandiera) | A     | Mario Tribuzio   |

## Risultati

### Serie B

#### Girone di andata
| Arbitro: | Guarnaschelli (Pavia) |

|          |           |                                             |
| Pinti 3’ | Marcatori | 44’ Mentani 61’ (rig.) Moschino 88’ Manzino |

| Arbitro: | Campagna (Palermo) |

|                                            |           |               |
| Longoni 18’ Ronzon 56’ Zavaglio 90’ (rig.) | Marcatori | 68’ Pistacchi |

| Arbitro: | De Magistris (Torino) |

|                                    |           |              |
| Pistacchi 37’ Corsi 73’ Masoni 75’ | Marcatori | 55’ Calegari |

| Arbitro: | Bartolomei (Roma) |

|            |           |                        |
| Borghi 47’ | Marcatori | 19’ Pistacchi 62’ Novi |

| Arbitro: | Stanzione (Salerno) |

|               |           |  |
| Pistacchi 57’ | Marcatori |  |

| Arbitro: | Guarnaschelli (Pavia) |

|                        |           |  |
| Barbolini I 11’ (rig.) | Marcatori |  |

| Arbitro: | Boati (Milano) |

|           |           |  |
| Pinti 43’ | Marcatori |  |

| Arbitro: | Famulari (Messina) |

|                      |           |  |
| Sacchiero 28’ (rig.) | Marcatori |  |

| Arbitro: | Gay (Asti) |

|          |           |             |
| Novi 80’ | Marcatori | 34’ Giorgis |

| Reggio Emilia 30 novembre 1958 10ª giornata | Reggiana        | 0 – 0 | Messina | Stadio Mirabello\| Arbitro: \| Zaza (Molfetta) \| |
| Arbitro:                                    | Zaza (Molfetta) |       |         |                                                   |

| Arbitro: | Marangio (Roma) |

|              |           |  |
| Bonacchi 78’ | Marcatori |  |

| Arbitro: | Stanzione (Salerno) |

|  |           |                     |
|  | Marcatori | 44’ Costa 54’ Pinti |

| Arbitro: | Maghernino (San Severo) |

|            |           |             |
| Deotto 63’ | Marcatori | 24’ Regalia |

| San Benedetto del Tronto 15 dicembre 1946 14ª giornata | Sambenedettese      | 0 – 0 | Reggiana | Stadio Fratelli Ballarin\| Arbitro: \| Baldassarre (Udine) \| |
| Arbitro:                                               | Baldassarre (Udine) |       |          |                                                               |

| Arbitro: | Perego (Milano) |

|                     |           |               |
| Prenna 2’ Toros 90’ | Marcatori | 53’ Pistacchi |

| Arbitro: | Basciu (Genova) |

|                                   |           |  |
| Rosini 45’ Pinti 56’ Tribuzio 65’ | Marcatori |  |

| Arbitro: | Bartolomei (Roma) |

|                         |           |                |
| Pistacchi 74’ Pinti 82’ | Marcatori | 90’ Meggiorini |

| Arbitro: | Baldassarre (Udine) |

|              |           |                       |
| Vernazza 43’ | Marcatori | 1’ Pinti 56’ Tribuzio |

| Arbitro: | Pieri (Trieste) |

|            |           |                                        |
| Crippa 22’ | Marcatori | 14’ Costa 58’, 76’ Pistacchi 68’ Pinti |

#### Girone di ritorno
| Arbitro: | Carbonelli (Brescia) |

|                  |           |           |
| Mentani 47’, 54’ | Marcatori | 75’ Pinti |

| Arbitro: | Rigato (Mestre) |

|                        |           |                           |
| Tribuzio 65’ Costa 85’ | Marcatori | 43’ Zavaglio 55’ Olivieri |

| Arbitro: | Campagna (Palermo) |

|                     |           |               |
| Rossi 7’ Patino 76’ | Marcatori | 22’ Pistacchi |

| Arbitro: | Grillo (Napoli) |

|                         |           |  |
| Deotto 7’ Pistacchi 19’ | Marcatori |  |

| Arbitro: | Annoscia (Bari) |

|  |           |           |
|  | Marcatori | 37’ Pinti |

| Arbitro: | Bonetto (Torino) |

|          |           |  |
| Costa 6’ | Marcatori |  |

| Arbitro: | Rebuffo (Milano) |

|               |           |                     |
| Marmiroli 13’ | Marcatori | 26’ Pinti 29’ Costa |

| Reggio Emilia 22 marzo 1959 27ª giornata | Reggiana        | 0 – 0 | Marzotto Valdagno | Stadio Mirabello\| Arbitro: \| Caputo (Napoli) \| |
| Arbitro:                                 | Caputo (Napoli) |       |                   |                                                   |

| Taranto 29 marzo 1959 28ª giornata | Taranto           | 0 – 0 | Reggiana | Stadio Valentino Mazzola\| Arbitro: \| Bartolomei (Roma) \| |
| Arbitro:                           | Bartolomei (Roma) |       |          |                                                             |

| Arbitro: | Leita (Udine) |

|             |           |  |
| Lenuzza 65’ | Marcatori |  |

| Arbitro: | Liverani (Torino) |

|                              |           |             |
| Pistacchi 7’, 13’ (rig.) 39’ | Marcatori | 18’ Savioni |

| Arbitro: | Guidi (Brescia) |

|               |           |  |
| Pistacchi 20’ | Marcatori |  |

| Arbitro: | Cariani (Roma) |

|                   |           |              |
| Colomban 70’, 83’ | Marcatori | 71’ Tribuzio |

| Reggio Emilia 3 maggio 1959 33ª giornata | Reggiana       | 0 – 0 | Sambenedettese | Stadio Mirabello\| Arbitro: \| Mori (Cremona) \| |
| Arbitro:                                 | Mori (Cremona) |       |                |                                                  |

| Arbitro: | Adami (Roma) |

|            |           |  |
| Casisa 69’ | Marcatori |  |

| Arbitro: | Genel (Trieste) |

|                          |           |  |
| Meraviglia 18’, 33’, 53’ | Marcatori |  |

| Arbitro: | Gazzano (Genova) |

|                       |           |            |
| Corso 26’ Bagnoli 90’ | Marcatori | 62’ Casisa |

| Reggio Emilia 31 maggio 1959 37ª giornata | Reggiana            | 0 – 0 | Palermo | Stadio Mirabello\| Arbitro: \| Gambarotta (Genova) \| |
| Arbitro:                                  | Gambarotta (Genova) |       |         |                                                       |

| Arbitro: | Molinari (Genova) |

|                                |           |                      |
| Pinti 4’ Bonini 24’ Casisa 49’ | Marcatori | 29’ Crippa 70’ Vigni |

## Statistiche

### Statistiche di squadra
| Competizione | Punti | In casa | In casa | In casa | In casa | In casa | In casa | In trasferta | In trasferta | In trasferta | In trasferta | In trasferta | In trasferta | Totale | Totale | Totale | Totale | Totale | Totale | DR |
| Competizione | Punti | G       | V       | N       | P       | Gf      | Gs      | G            | V            | N            | P            | Gf           | Gs           | G      | V      | N      | P      | Gf     | Gs     | DR |
| ------------ | ----- | ------- | ------- | ------- | ------- | ------- | ------- | ------------ | ------------ | ------------ | ------------ | ------------ | ------------ | ------ | ------ | ------ | ------ | ------ | ------ | -- |
| Serie B      | 43    | 19      | 11      | 7       | 1       | 26      | 12      | 19           | 6            | 2            | 11           | 19           | 24           | 38     | 17     | 9      | 12     | 45     | 36     | +9 |
| Coppa Italia |       | 2       | 1       | 0       | 1       | 4       | 4       | -            | -            | -            | -            | -            | -            | 2      | 1      | 0      | 1      | 4      | 4      | 0  |
| Totale       |       | 21      | 12      | 7       | 2       | 30      | 16      | 19           | 6            | 2            | 11           | 19           | 24           | 40     | 18     | 9      | 13     | 49     | 40     | +9 |

### Statistiche dei giocatori
| Giocatore     | Serie B  | Serie B | Coppa Italia | Coppa Italia | Totale   | Totale |
| Giocatore     | Presenze | Reti    | Presenze     | Reti         | Presenze | Reti   |
| ------------- | -------- | ------- | ------------ | ------------ | -------- | ------ |
| M. Boccalatte | 32       | 0       | 2            | 0            | 34       | 0      |
| F. Bonini     | 2        | 1       | -            | -            | 2        | 1      |
| N. Casisa     | 11       | 2       | 2            | 1            | 13       | 3      |
| P. Cirri      | 1        | 0       | -            | -            | 1        | 0      |
| T. Corsi      | 21       | 1       | 2            | 0            | 23       | 1      |
| V. Costa      | 28       | 5       | 2            | 0            | 30       | 5      |
| C. Danti      | 1        | -3      | 2            | -?           | 3        | -3+    |
| M. Deotto     | 26       | 2       | -            | -            | 26       | 2      |
| M. Gatti      | 38       | 0       | 2            | 0            | 40       | 0      |
| G. Grevi      | 35       | 0       | 1            | 0            | 36       | 0      |
| A. Guercini   | 1        | 0       | -            | -            | 1        | 0      |
| F. Maselli    | 9        | 0       | 1            | 0            | 10       | 0      |
| F. Masoni     | 13       | 1       | 2            | 1            | 15       | 2      |
| L. Nobili     | -        | -       | 2            | 0            | 2        | 0      |
| M. Novi       | 7        | 2       | 2            | 1            | 9        | 3      |
| N. Orlandi    | 37       | -33     | 2            | -?           | 39       | -33+   |
| E. Pandolfini | 1        | 0       | -            | -            | 1        | 0      |
| D. Pinti      | 30       | 11      | -            | -            | 30       | 11     |
| M. Pistacchi  | 30       | 14      | 2            | 1            | 32       | 15     |
| G. Ramusani   | 2        | 0       | -            | -            | 2        | 0      |
| N. Rosini     | 30       | 1       | 2            | 0            | 32       | 1      |
| M. Tribuzio   | 26       | 4       | -            | -            | 26       | 4      |